# 교수 프로그램
교수 프로그램(敎授 program)은 교수자가 교수학습활동을 위해 구성한 프로그램이다. 수업자료 및 산출물을 포함하여 수업목표, 수업방법 및 전략 등을 포괄하는 하나의 체계라 할 수 있다.

## 같이 보기
- 교수 설계
- 교육 프로그램